# محسن قصابیان
محسن قصابیان (زادهٔ ۱ مرداد ۱۳۴۸) بازیگر، کارگردان، نویسنده و مجری ایرانی است. بازی او در مجموعهٔ  تلویزیونی بازپرس (۱۴۰۲) از محبوب‌‌ترین آثار اوست.

## فعالیت
محسن قصابیان در ۱ مرداد سال ۱۳۴۸ در قوچان، خراسان رضوی متولد شد. او در سال ۱۳۶۷ تحصیلات متوسطه را به پایان رساند و به دانشکده سینما تئاتر دانشگاه هنر راه یافت. در سال ۱۳۷۲ مدرک کارشناسی نمایش با گرایش بازیگری را دریافت کرد. پس از آن تحصیلات عالی خود را در رشته کارگردانی پی گرفت و در سال ۱۳۷۵ با مدرک کارشناسی ارشد از دانشگاه تربیت مدرس فارغ‌التحصیل شد.
در اسفند ۱۳۷۵ در پانزدهمین جشنواره تئاتر فجر از محسن قصابیان کارگردان «ببین چه برفی می‌آید» تقدیر شد.
بازی در نمایش «لیرشاه» به کارگردانی تاج‌بخش فنائیان، بازی در فیلم سینمایی «تونل» به کارگردانی مجتبی راعی، کارگردانی نمایش «رمز جستجو» نوشته حمید پورعلی‌محمد، کارگردانی و بازی در نمایش «کبودان و اسفندیار» نوشته «آرمان امید»، بازی در نمایش «شهرزاد» به کارگردانی امیر دژاکام از جمله آثار او محسوب می‌شوند.

### فیلم منصور
منصور فیلمی محصول ۱۴۰۰ به کارگردانی سیاوش سرمدی که دربارهٔ بخش‌هایی از زندگی تیمسار منصور ستاری، فرمانده سابق نیروی هوایی ارتش جمهوری اسلامی ایران و ساخت اولین جنگنده ایرانی است. محسن قصابیان در این فیلم بازیگر نقش اول مرد را بازی کرده است.

### فعالیت‌های هنری و اجرایی
محسن قصابیان سابقه داوری جشنواره استانی تئاتر فجر، داوری بخش رادیو تئاتر جشنواره بین‌المللی تئاتر فجر، داوری بیست و نهمین جشنواره تئاتر استان گلستان، داوری جشنواره فرهنگی دانشجویان دانشگاه‌های علوم پزشکی و داوری جشنواره استانی صحنه و بیان را در کارنامه فعالیت‌های هنری خود دارد. او به عنوان پژوهشگر و مدرس بازیگری نیز فعالیت دارد. وی کارگردانی و سردبیری برنامه «یکی بود یکی نبود» در رادیو نمایش را نیز بر عهده داشته است.
او همچنین به عنوان مجری نیز با صدا و سیمای ایران همکاری داشته است و در همین رابطه در سومین جشنواره سیما به عنوان «بهترین مجری» برای اجرای «مسابقه تلاش» مورد تقدیر قرار گرفت.

## فیلم‌شناسی

### سینما
| سال  | عنوان         | نقش         | کارگردان       | یادداشت |
| ---- | ------------- | ----------- | -------------- | ------- |
| ۱۳۹۹ | منصور         | منصور ستاری | سیاوش سرمدی    |         |
| ۱۳۹۵ | نیوکاسل       |             | محسن قصابیان   |         |
| ۱۳۹۲ | افسون گل سرخ  |             | داوود آتش‌افروز |         |
| ۱۳۷۶ | رنگ زیتون کال |             | هما ناصر شاملو |         |
| ۱۳۷۱ | تونل          |             | مجتبی راعی     |         |

### تلویزیون
| سال  | عنوان             | نقش | کارگردان                    | یادداشت |
| ---- | ----------------- | --- | --------------------------- | ------- |
| ۱۴۰۲ | بازپرس            |     | احمد معظمی                  |         |
| ۱۴۰۱ | مسافران شهر       |     | احمد معظمی                  |         |
| ۱۴۰۰ | موج اول           |     | امیرسجاد حسینی              |         |
| ۱۳۹۲ | هامین             |     | افشین علیزاده               | تله‌فیلم |
| ۱۳۸۷ | بچه‌های دهکده      |     | محمد باقری‌نیکو              |         |
| ۱۳۸۷ | بوکین             |     | محسن قصابیان محمد باقری‌نیکو |         |
| ۱۳۸۶ | خانه شمعدانی      |     | محسن قصابیان                |         |
| ۱۳۸۴ | ذهن زیبا          |     | محسن قصابیان                | تله‌فیلم |
| ۱۳۸۳ | جای تو خالی       |     | محسن قصابیان                |         |
| ۱۳۸۱ | تفنگ سرپر         |     | امرالله احمدجو              |         |
| ۱۳۸۱ | گنج               |     | محسن قصابیان                | تله‌فیلم |
| ۱۳۷۸ | ماه ریز           |     | رضا شهیدی‌فر                 |         |
| ۱۳۷۸ | ثقةالاسلام تبریزی |     | حجت قاسم‌زاده اصل            |         |
| ۱۳۷۵ | آخرین بازمانده    |     | محمد قاسمی                  |         |

### نمایش خانگی
| سال  | عنوان  | نقش   | کارگردان        | یادداشت |
| ---- | ------ | ----- | --------------- | ------- |
| ۱۴۰۳ | کوری   |       | سجاد پهلوان‌زاده |         |
| ۱۴۰۳ | داریوش | بهرام | هادی حجازی‌فر    |         |

### تئاتر
- بازی در نمایش «بلبشو» نوشته «فالنتین» تئاتر شهر - ۱۳۶۹
- کارگردانی نمایش «رمز جستجو» نوشته «حمید پورعلی‌محمد» جشنواره دانشجویی - ۱۳۶۹
- کارگردانی و بازی در نمایش «کبودان و اسفندیار» نوشته «آرمان امید» خانه کوچک نمایش - ۱۳۷۰
- بازی در نمایش «لیرشاه» نوشته «ویلیام شکسپیر» به کارگردانی «تاجبخش فنائیان» تئاتر شهر - ۱۳۷۰
- بازی در نمایش «شهرزاد» به کارگردانی «امیر دژاکام» تئاتر شهر - ۱۳۷۱
- کارگردانی و بازی در نمایش «ببین چه برفی می‌آید» نوشته «نادر برهانی‌مرند» - ۱۳۷۲
- کارگردانی نمایش رادیویی «دایی وانیا» نوشته «آنتوان چخوف» - ۱۳۷۵
- کارگردانی نمایش رادیویی «مرغ دریایی» نوشته «آنتوان چخوف» - ۱۳۷۵
- کارگردانی نمایش رادیویی «اتوبوسی به نام هوس» نوشته «تنسی ویلیامز» - ۱۳۷۶
- کارگردانی نمایش رادیویی «سوء تفاهم» نوشته «آلبر کامو» - ۱۳۷۶
- کارگردانی نمایش رادیویی «سفارت خانه» نوشته «اسلاومیر مروژک» - ۱۳۷۷
- بازی در نمایش تلویزیونی «انگشتری عقیق» به کارگردانی «افشین علیزاده» شبکه ۲ - ۱۳۷۷
- کارگردانی نمایش رادیویی «شاه می‌میرد» نوشته «اوژن یونسکو» - ۱۳۷۸
- کارگردانی و بازی در نمایش «مردی که می‌خواست مرد بماند» نوشته «افروز فروزند» تئاترشهر - ۱۳۷۹[۲۹]
- بازی در نمایش «روی زمین» نوشته و کارگردانی «افروز فروزند» - ۱۳۸۲[۳۰]
- نگارش نمایشنامه‌های رادیویی «قتل با ۹ ضربه چاقو»، «ژنرال بیگناه»، «شرافت افسر سواره نظام»
- بازی در نمایش «آخرین حکایت فرهاد» به کارگردانی «شهره سلطانی» - ۱۳۹۱[۳۱]
- بازی در نمایش «من که دا نیستم» نوشته «مهرداد رایانی مخصوص» به کارگردانی «حسین پارسایی» - ۱۳۹۲[۳۲]
- کارگردانی نمایش رادیویی «دست‌های گرم گرم آن دیوانه» و «خرسی که می‌خواست خرس بماند» نوشته «خسرو حکیم‌رابط» - ۱۳۹۳[۳۳]
- کارگردانی نمایش «خرمهره» نوشته «فرهاد نقدعلی» - ۱۳۹۴[۳۴]